# Kharaelakhite
La kharaelakhite è un minerale.